# Nuklearna elektrana
Nuklearna elektrana je vrsta termoelektrane kojoj je izvor energije toplina dobivena fisijama nuklearnog goriva u, barem jednom, nuklearnom reaktoru. Kao i u većini ostalih termoelektrana, dobivena se toplina koristi za proizvodnju pare koja pokreće parnu turbinu spojenu na električni generator. Godine 2013. se u nuklearnim elektranama proizvelo 19% ukupno proizvedene električne energije u svijetu. Visok udio nuklearne energije u ukupnoj proizvedenoj električnoj energiji je posljedica visoke tehnologije i gotovo nikakvih ispuštanja stakleničnih plinova. Dobro konstruirane nuklearne elektrane pokazale su se pouzdanima, sigurnima, ekonomski i ekološki prihvatljivim. Do sada se u svijetu nakupilo više od 15.000 reaktor-godina rada, pa se skupilo i potrebno iskustvo u iskorištavanju nuklearne energije.
Krajem 2013. godine u svijetu su u komercijalnom pogonu 436 nuklearnih reaktora u elektranama, a još ih je 67 u izgradnji.

## Princip rada nuklearne elektrane
Nuklearne elektrane kao gorivo koriste izotop uranija U-235 koji je vrlo pogodan za fisiju. U prirodi se može naći uranij s više od 99% U-238 i svega oko 0,7% U-235. Dok U-238 apsorbira brze neutrone, U-235 se u sudarima sa sporim neutronima raspada na visoko fisibilne produkte. Brzi neutroni se tijekom sudara s molekulama vode usporavaju, što dovodi do povećane mogućnosti njihova sudara s drugim atomima goriva. Na taj se način održava nuklearna reakcija i oslobađa toplina koja je potrebna za proizvodnju pare. Navedeni proces se odvija u strogo kontroliranim uvjetima. Atomska bomba rezultat je namjerno izazvane prevelike koncentracije slobodnih neutrona koji se tada sudaraju s fisijski osjetljivim atomima i na taj način ostvaruju nekontroliranu eksploziju energije. Iako uranija u prirodi ima puno, čak oko sto puta više od srebra, izotopa U-235 ima malo. Zbog toga se provodi postupak obogaćivanja uranija. U konačnoj upotrebljivoj fazi, nuklearno gorivo je u obliku tableta dugih oko dva i pol centimetra. Jedna takva tableta može dati otprilike istu količinu energije kao i jedna tona ugljena. Energija koja se oslobađa sudaranjem neutrona s uranijem koristi se za zagrijavanje vode. Tako stvorena para pokreće generator. Para se nakon prolaska kroz turbinu hladi i vraća u reaktor. Za hlađenje je potreban stalan i protok vode oko jezgre reaktora. U nuklearnim elektranama kao moderator se najčešće koristi obična voda. Osim obične vode kao moderator se koristite i teška voda, grafit ili neki otopljeni metali. 

## Dijelovi nuklearne elektrane
Pretvorba energije iz nuklearne u električnu u nuklearnoj se elektrani obavlja posredno, u nekoliko koraka.
Prvi je korak izvlačenje nuklearne energije, pohranjene u jezgrama atoma nuklearnog goriva. Nuklearna se energija pretvara u toplinsku u nuklearnom reaktoru, pomoću lančane reakcije nuklearne fisije. Dobivena toplinska energija se zatim odvodi iz reaktora. Mehanizam odvođenja topline ovisi o vrsti nuklearnog reaktora. Najveći broj reaktora koji su danas u pogonu su reaktori s vodom pod tlakom (PWR - Pressurized water reactor). U takvoj vrsti reaktora tekuća voda oplakuje nuklearno gorivo i zagrijava se, te teče prema parogeneratoru. Parogenerator je izmjenjivač topline koji odvaja primarni krug od sekundarnog. Voda iz reaktora, voda primarnog kruga, ulazi u parogenerator i grije vodu sekundarnog kruga, a zatim se pomoću primarnih pumpi vraća u reaktor.
Voda sekundarnog kruga, koja se s primarnom vodom ne miješa, preuzima njenu toplinu kroz stijenke cijevi parogeneratora i vrije. Nastala para se privodi parnoj turbini, gdje predaje svoju energiju rotoru turbine, tj. toplinska energija se pretvara u mehaničku energiju. Rotor turbine je na istoj osovini kao i rotor električnog generatora, čime se ostvaruje konačna pretvorba energije u električnu. Para izašla iz turbine se odvodi u kondenzator, gdje se hladi i kondenzira, te se pomoću sekundarnih pumpi vraća u parogenerator, zatvarajući tako sekundarni krug.

### Nuklearni reaktor
Nuklearni reaktor u nuklearnim elektranama je naprava u kojoj se odvija kontrolirana lančana reakcija nuklearne fisije. Postoji nekoliko podjela energetskih nuklearnih reaktora prema tipu fisije koja se koristi, vrsti goriva, hladioca i moderatora.
Fisijom atoma goriva nastaju brzi neutroni, odnosno visoko energetski atomi. Ako se za nastavak lančane reakcije u reaktoru koriste brzi neutroni, radi se o brzom reaktoru. Međutim, gotovo svi reaktori danas u upotrebi su termički reaktori u kojima moderator usporava neutrone na niže, termičke, energije.
Gorivo je najčešće prirodni ili obogaćeni uranij u obliku uranij-oksida UO2. U nekim se elektranama koristi MOX (mixed-oxide) gorivo, mješavina više vrsta fisibilnih metala i kisika.
Hladioc, odnosno rashladni fluid, je medij koji odvodi toplinu nastalu fisijama iz nuklearnog reaktora. Često je hladioc voda (obična ili teška), a može biti i ugljikov dioksid ili helij.
Moderator je tvar koja usporava brze neutrone nastale fisijama do termičkih brzina, odnosno energija. Ovisno o tipu reaktora, može biti voda (u tom slučaju je voda ujedno i moderator i hladioc) ili grafit. Brzi reaktori nemaju moderatora.
Najzastupljenija vrsta energetskog nuklearnog reaktora danas je reaktor s vodom pod tlakom. To je termički reaktor u kojemu je gorivo slabo obogaćeni uranij, najčešće u obliku oksida, a obična voda je ujedno i moderator i rashladno sredstvo.

### Tlačnik
Tlačnik je naprava kojom se osigurava konstantan tlak primarnog kruga. U osnovi, to je posuda volumena 40-60 m3 opremljena grijačem snage 1 - 2 MW. Zagrijavanjem u tlačniku može se ispariti određena količina vode, čime se podiže tlak i sprječava isparavanje u reaktoru.

### Parogenerator
Parogenerator je naprava koja se nalazi u nuklearnim elektranama s tlakovodnim reaktorima. Pošto se u takvim elektranama vodi ne dopušta isparavanje u reaktoru, a potrebno je proizvesti paru za korištenje parnih turbina, tok vode se dijeli u dva kruga, primarni i sekundarni. Primarnim krugom teče voda koja toplinu proizvedenu fisijama odvodi iz reaktora i u parogeneratoru je predaje sekundarnoj vodi. Zbog nižeg tlaka na sekundarnoj strani parogeneratora nastaje para, te nastala para vrti rotore parnih turbina.
Parogenerator je komponenta nuklearne elektrane u kojoj se odvija predaja topline iz primarnog u sekundarni krug i isparavanje sekundarne vode. U donjem dijelu se nalazi nekoliko tisuća U-cijevi kroz koje teče primarna voda. Oko U-cijevi teče voda sekundarnog kruga, koja s njih uzima toplinu. Para nastala vrenjem sekundarne vode odlazi prema gornjem dijelu parogeneratora, gdje se nalaze separatori vlage, koji osiguravaju da u pari koja odlazi prema turbinama nema kapljica tekuće vode koje bi oštetile lopatice turbine.
Parogeneratori su velike komponente, mase preko stotinu tona, i visine dvadesetak metara. Ovisno o snazi, nuklearna elektrana će imati određen broj reaktora. Na svakih tristotinjak megavata električne snage elektrane dolazi po jedan parogenerator. Pošto su nuklearne elektrane redovito velike snage, a i zbog sigurnijeg pogona elektrane, u pravilu će imati barem dva parogeneratora.

### Parne turbine
Parne turbine koje se koriste u nuklearnim elektranama su vrlo slične onima u klasičnim termoelektranama na ugljen. Turbine u elektranama s tlakovodnim reaktorima su nešto veće zbog manjeg tlaka pare.
U svim termoelektranama snage iznad stotinjak MW radi više od jedne parne turbine. Turbine se nalaze na zajedničkoj osovini, a razlikuju se po tlaku pare. Para iz parogeneratora, tlaka oko 60 bar kod tlakovodnih, odnosno oko 150 bar kod reaktora s vodom koja ključa, ulaze u visokotlačnu turbinu. Nakon prolaska kroz visokotlačnu turbinu, tlak pare je znatno niži. Iz pare se prije ulaska u niskotlačnu turbinu dodatno odaja vlaga, da bi se spriječila oštećenja lopatica turbine. Niskotlačne turbine su dimenzijama veće od visokotlačnih, a ovisno o snazi elektrane postojat će više niskotlačnih turbina (može se uvesti i "srednja" razina tlaka sa srednjotlačnim turbinama).

### Električni generator
Električni generatori u upotrebi u nuklearnim elektranama su najčešće 4-polni sinkroni generatori. Električna snaga današnjih nuklearnih elektrana iznosi od 500 do 1500 MW po reaktoru. Na lokaciji nuklearne elektrane se može nalaziti više reaktora, ali na svaki reaktor dolazi po jedan generator.

### Ostali dijelovi sekundarnog kruga
Kondenzator je izmjenjivač topline u kojem se para koja je prošla kroz turbine kondenzira, kako bi se mogla vratiti u parogenerator i zatvoriti sekundarni krug. Sastoji se od dva dijela, od kojih jedan pripada sekundarnom, a drugi tercijarnom krugu. Nakon što svoju energiju preda u turbini, para je već djelomično kondenzirana, a tlak joj je redovito manji od atmosferskog. Na taj se način iz pare izvlači maksimalna količina energije, odnosno povećava se faktor iskorištenja elektrane. Takva mokra para ulazi u sekundarni dio kondenzatora. Tercijarnim dijelom teče voda iz obližnje rijeke ili mora, koja preuzima preostalu, neiskorištenu toplinu i odvodi je iz elektrane.
U primarnom krugu postoji nekoliko rashladnih pumpi, ovisno o broju rashladnih petlji. Primarne pumpe su centrifugalnog tipa, pogonjene asinkronim motorom snage oko 6 MW, te se njima voda ohlađena u parogeneratoru vraća nazad u reaktor.
Sekundarne pumpe imaju ulogu jednaku onima u termoelektranama na ugljen ili naftu: pumpanje vode iz kondenzatora u isparivač, što je u ovom slučaju sekundarni dio parogeneratora.
Manje se pumpe koriste na više mjesta za cirkuliranje rashladnih fluida koji odvode toplinu nastalu radom razne opreme, najčešće motora. Te pumpe su pomoćne, odnosno ne sudjeluju izravno u ciklusu kojim se proizvodi električna energija.

## Iskorištavanje nuklearne energije po državama
| Država           | Udio NE u ukupno proizvedenoj električnoj energiji 2013. % |
| ---------------- | ---------------------------------------------------------- |
| Francuska        | 74,8                                                       |
| Slovačka         | 53,8                                                       |
| Belgija          | 51,0                                                       |
| Ukrajina         | 46,2                                                       |
| Mađarska         | 45,9                                                       |
| Švedska          | 38,1                                                       |
| Slovenija        | 36,0                                                       |
| Švicarska        | 35,9                                                       |
| Češka            | 35,3                                                       |
| Finska           | 32,6                                                       |
| Bugarska         | 31,6                                                       |
| Republika Koreja | 30,4                                                       |
| Armenija         | 26,6                                                       |
| Španjolska       | 20,5                                                       |
| SAD              | 19,0                                                       |

| Država           | Broj djelatnih nuklearnih reaktora 2013. |
| ---------------- | ---------------------------------------- |
| SAD              | 104                                      |
| Francuska        | 58                                       |
| Japan            | 50                                       |
| Ruska Federacija | 33                                       |
| Republika Koreja | 23                                       |
| Indija           | 20                                       |
| Kanada           | 19                                       |
| Kina             | 17                                       |

Povećanjem broja država koje imaju nuklearne elektrane, povećao se i rizik da gorivo iz nuklearnih elektrana dođe do pojedinaca koji ga žele upotrijebiti za svrhe koje nisu mirnodopske. U zadnje vrijeme je aktualan terorizam, a teroristi bi s nuklearnom tehnologijom mogli prouzročiti ogromnu nuklearnu katastrofu. Kod zaštite od zlonamjernog korištenja nuklearne energije i političari i znanstvenici poduzimaju određene mjere. Zbog tog problema međunarodne organizacije nametnule su pravila o sigurnosti za 140 država diljem svijeta. Problem čuvanja nuklearnog goriva, ali i radioaktivnog otpada, trenutno je najizraženiji u siromašnim državama koje su nastale raspadom Sovjetskog Saveza.

## Radioaktivni otpad
Odlaganje radioaktivnog otpada jedan je od najvećih izazova kod korištenja nuklearnih elektrana. Samo Sjedinjene Američke Države u svojim nuklearnim elektranama godišnje proizvedu oko 2000 tona radioaktivnog otpada. S obzirom na to da nuklearne elektrane moraju zadovoljavati najveće sigurnosne uvjete incidenti su jako rijetki. Radioaktivni otpad ostaje radioaktivan više stotina, pa i tisuća godina, te su iz toga razumljivi postavljeni visoki sigurnosni uvjeti. Za to vrijeme potrebno je osigurati mjesto za čuvanje od istjecanja radijacije.